# Sopronbánfalva

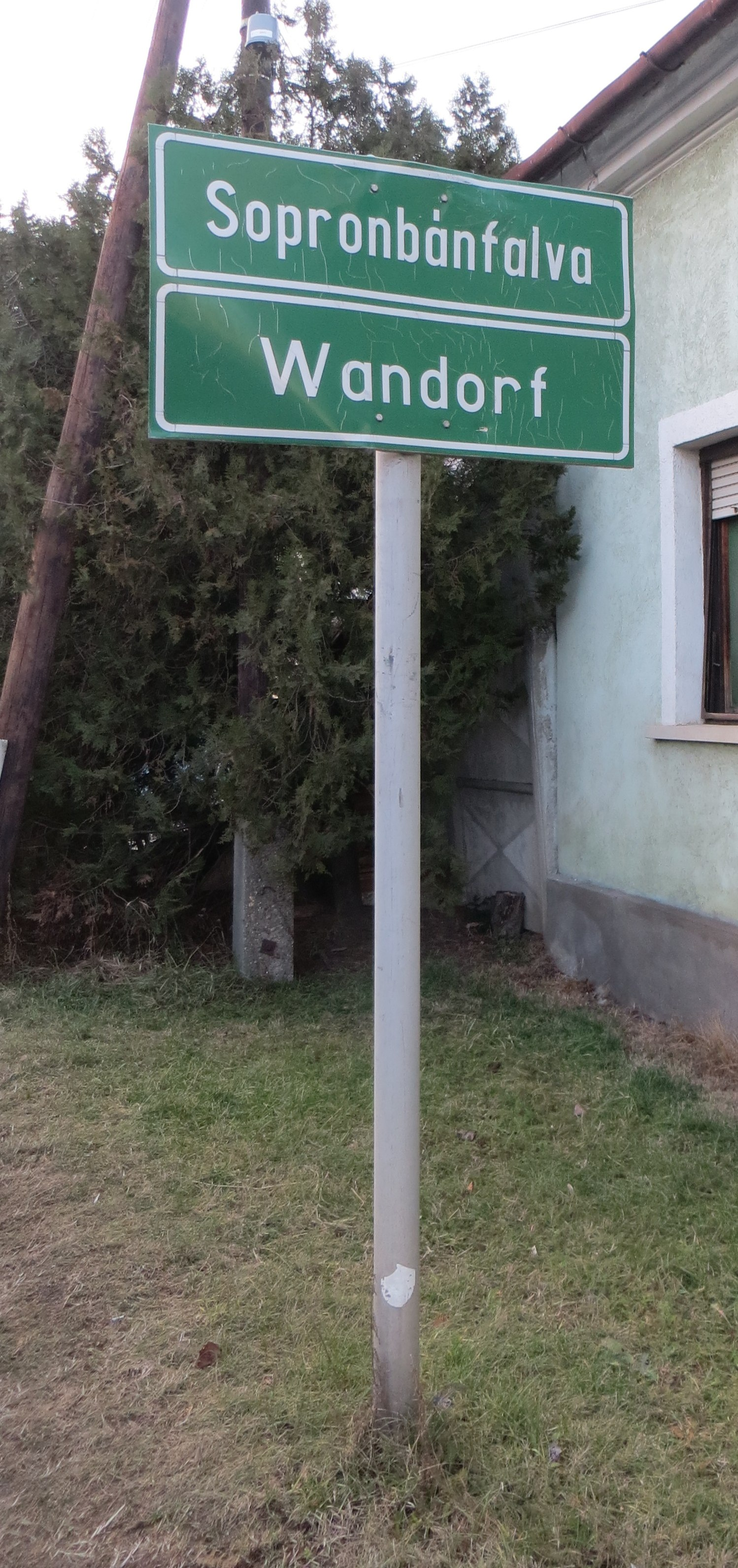
Zweisprachiges Ortsschild

Sopronbánfalva (Bánfalva, deutsch Wandorf) ist heute ein Ortsteil von Sopron in Ungarn. Er liegt an der österreichisch-ungarischen Grenze. 

## Lage
Die Lage des Ortes eignet sich gut für eine Siedlung. Hier treffen nämlich Berge und eine große Ebene aufeinander. Durch das Tal fließt ein Bach. In der Nähe des Dorfes liegt Ödenburg. Wandorf kann durch seine hügelige Geländeform charakterisiert werden.

## Bevölkerung
Nach einer Volkszählung lag die Bevölkerungszahl im 16. Jahrhundert bei rund 150 Bewohnern. Im 17. Jahrhundert sollen 250 bis 300 Einwohner, im 18. Jahrhundert 750 bis 800 Einwohner in Wandorf gelebt haben. Bei einer Volkszählung 1884/85 lag die Bevölkerungszahl bei 848 Einwohnern. Somit war die Bevölkerungszahl in hundert Jahren um fast 300 % gestiegen. Dieser Anstieg ist auf Einwanderungswellen aus dem deutschsprachigen Raum zurückzuführen, so dass die Bevölkerung fast ganz aus Ungarndeutschen bestand. Parallel dazu wuchs die Bevölkerungszahl Ödenburgs nur um das Zweifache. Heute leben in dem Ödenburger Stadtteil Wandorf ungefähr 2000 Menschen.
Zu Beginn des 19. Jahrhunderts war die Bevölkerung rein deutschsprachig. In der folgenden Zeit nahm der Anteil der ungarischen Bevölkerung langsam zu. Besonders in den Kriegsjahren des Ersten und Zweiten Weltkriegs stieg deren Zahl an, weil sich in der Region ein Krankenhaus befand. Ein großer Teil der Bevölkerung beherrschte neben der Muttersprache Deutsch auch fast fehlerlos Ungarisch. Zwar gab es kein Sprachgesetz, trotzdem stieg stetig die Zahl der Wandorfer, die Ungarisch beherrschten.
Nach dem Zweiten Weltkrieg wurde 1946 ein Großteil der deutschsprachigen Bevölkerung vertrieben. Trotzdem hat sich eine ungarndeutsche Präsenz gehalten, und heute gibt es in dem Stadtteil Bánfalva/Wandorf die Deutsche Nationalitätenschule Ödenburg, an der ab der 1. Klasse 5 Stunden Deutsch wöchentlich und in den zweisprachigen Klassen außerdem einige andere Fächer unterrichtet werden.

## Judenlager
Von November 1944 bis April 1945 gab es in Sopronbánfalva ein Judenlager. Die Häftlinge mussten an der Südostwall arbeiten. Am 2. Dezember 1944 eskortierten SA-Wachmannschaften 1.000 Juden aus Budapest nach Sopronbánfalva. Sie waren zwischen dem 27. und 29. November 1944 festgenommen worden und in Güterwaggons verfrachtet worden.
Die Zwangsarbeit umfasste das Fällen von Bäumen, den Transport von Baumstämmen und das Herstellen von Brettern. Arbeitskolonnen zu 50 Mann in den Wäldern von Sopronbanfalva. Später auch Grabungsarbeiten. Die Häftlinge waren in baufälligen Hütten und Scheunen untergebracht. Betten gab es keine. Anfangs erhielten sie Stroh als Unterlage. Später wurde Reisig verwendet. Die meisten hatten Decken, dennoch erfroren immer wieder Zwangsarbeiter in ihren Quartieren. Die Verpflegung war sehr dürftig, es gab zweimal täglich Suppe und etwas Brot.
Leopold Winterer aus Steinakirchen am Forst war Ortskommandant des Judenlagers in Sopronbánfalva. Zwischen Dezember 1944 und Februar 1945 ermordete er mindestens drei inhaftierte ungarische Juden. Bei drei Gelegenheiten. Er befahl ihnen, vor ihm herzulaufen, und schoss zwei Juden von hinten in den Hinterkopf, einen Juden ins Herz. Am 23. Januar 1946 verurteilte das Volksgericht in Wien Winterer zum Tode. Als Nazi aus dem Bezirk Scheibbs wurde Leopold Winterer am 10. Mai 1946 gehängt.
Die Lagerwächter richteten auch jüdische Gefangene mit Revolvern, Gewehrkolben oder Knüppeln hin. Zu diesen Wächtern gehörten SA-Männer aus dem Sudetenland und ungarische Mitglieder der Pfeilkreuzler.
In August 1945 wurde in Sopronbánfalva ein Massengrab mit 350 schwer verstümmelten Leichen entdeckt. Insgesamt starben in Sopronbánfalva 532 jüdische Häftlinge. Unter ihnen waren der Komponist und Dirigent Sándor Vándor und der Grafiker László Reiter. Es gibt weder in Sopron noch in Sopronbánfalva ein Denkmal für die Opfer des Judenlagers.